# Feuerwehr Herten
Die Feuerwehr Herten mit Sitz in der Feuer- und Rettungswache An der Feuerwache 7–9 in Herten ist verantwortlich für den Brandschutz, die Technische Hilfeleistung und die Brandbekämpfung in der Stadt Herten. Sie gehört zum Ausschuss für Ordnung und Feuerschutz und besteht aus einer Berufsfeuerwehr (BF) mit drei Wachabteilungen und einer Freiwilligen Feuerwehr (FF) mit drei Löschzügen. Den Löschzügen der Freiwilligen Feuerwehr ist jeweils eine Jugendfeuerwehr angegliedert.

## Geschichte
Die erste Freiwillige Feuerwehr in Herten wurde am 17. Mai 1885 gegründet.
Im Jahr 1939 wurde mit dem Bau einer Feuerwache in Herten begonnen, der kurz nach Baubeginn wieder eingestellt und erst 1950 fertiggestellt und in Betrieb genommen werden konnte.
Nach Auflösung der Feuerschutzpolizei wurden vom 1. Dezember 1945 bis Ende 1946 sechs hauptamtliche Kräfte eingestellt, die vorerst in einer Baracke der örtlichen Gaswerke unterkamen. 1946 wurde ein erstes Löschgruppenfahrzeug aus Beutebeständen der Alliierten beschafft. 1948 gingen die Aufgaben des Feuerschutzes, gemäß dem Gesetz über den Feuerschutz und die Hilfeleistung bei Unglücksfällen und öffentlichen Notständen (FSHG) vom 2. Juni 1948, auf die Gemeinden über und der bereits 1939 begonnene Bau der Feuerwache wurde fortgeführt. In den 1950er Jahren wurden weitere Gerätschaften wie bspw. ein Tanklöschfahrzeug (TLF 25) und eine Drehleiter (DL 18 e) angeschafft. Diese Drehleiter ist heutzutage außer Dienst gestellt, aber noch voll funktionsfähig beim Löschzug I untergebracht. Am 22. Juni 1950 konnte die neue Feuerwache bezogen werden. Bis 1960 wuchs die Anzahl der hauptamtlichen Feuerwehrmänner auf 10 an und Ende 1963 auf 15. Bis Ende der 1960er wurden zusätzlich ein Gerätewagen und eine Drehleiter DL 30 h angeschafft.
Durch eine Gebietsreform 1975 wurde Westerholt, Bertlich und Transvaal mit Herten zusammengeschlossen. Im selben Jahr wurde die Feuerwache zur Feuer- und Rettungswache und es wurden zwei Rettungswagen (RTW) sowie zwei Krankenwagen beschafft. Zu diesem Zeitpunkt hatte die Feuerwehr Herten 25 Beamte im aktiven feuerwehrtechnischen Dienst.
In den 1980ern wurde ein Notarzteinsatzfahrzeug (NEF) beschafft und mit der Planung einer neuen Feuer- und Rettungswache begonnen, die 1989 bezogen werden konnte.
2004 wurde die durch den Brandschutzbedarfsplan geforderte Personalstärke erreicht und  die Feuerwehr Herten 2011 zur Berufsfeuerwehr umgegliedert. 2016 wurde der Dienstbetrieb der Berufsfeuerwehr von drei auf zwei Wachabteilungen und 2018 wieder zurück auf drei Wachabteilungen umgestellt.
Im September 2018 wurden die ersten 5 von insgesamt geplanten 10 Sirenen des wiederaufgebauten Sirenen-Warnsystems in Betrieb genommen.
Die Feuerwehr Herten wird jährlich zu etwa 1000 Einsätzen, davon ca. 400 Brände und ca. 600 Hilfeleistungen, alarmiert.

## Berufsfeuerwehr
Die Berufsfeuerwehr Herten wurde am 1. März 2011 begründet und besteht aktuell aus 85 Beamten im aktiven feuerwehrtechnischen Dienst, die die Hauptfeuerwache besetzen.
Neben Kräften für technische Hilfe und Brandbekämpfung hält die BF Herten eine Höhenrettungsgruppe vor und ist ebenfalls für die bodengebundene Notfallrettung zuständig, die die Bereiche Notarztdienst, Notfallrettung und Krankentransport umfasst. Sie verfügt über ein Notarzteinsatzfahrzeug (NEF) sowie drei Rettungswagen (RTW), die jährlich zu über 12.000 Einsätzen (NEF, RTW und Krankentransporte) alarmiert werden.
Die Alarmierung der BF und der FF erfolgt durch Funkmeldeempfänger über die integrierte Feuerwehr- und Rettungsleitstelle Recklinghausen.

## Freiwillige Feuerwehr
Die Freiwillige Feuerwehr Herten gliedert sich in folgende drei Löschzüge:

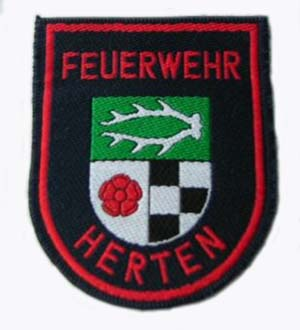
Ärmelabzeichen der FF Herten

| Standort                | gegründet      | Mitglieder | Zuständigkeitsbereich                          | Fuhrpark | Adresse                           |
| ----------------------- | -------------- | ---------- | ---------------------------------------------- | --- | --------------------------------- |
| Löschzug I Herten       | 17. Mai 1885   | 50         | Stadtteile Mitte, Süd, Disteln und Paschenberg | 1 × Mannschaftstransportfahrzeug, 2 × Hilfeleistungslöschfahrzeug HLF 20, 1 × Löschfahrzeug LF 10                                                                         | An der Feuerwache 5, 45699 Herten |
| Löschzug II Scherlebeck | 29. März 1909  | 53         | Stadtteile Scherlebeck und Langenbochum        | 1 × Mannschaftstransportfahrzeug, 1 × Hilfeleistungslöschfahrzeug HLF 20, 1 × Löschfahrzeug LF 20, 1 × Löschfahrzeug LF 10, 1 × Gerätewagen-Gefahrgut                     | Richterstraße 23, 45701 Herten    |
| Löschzug III Westerholt | 9. Januar 1909 | 53         | Stadtteile Westerholt und Bertlich             | 1 × Mannschaftstransportfahrzeug, 1 × Hilfeleistungslöschfahrzeug HLF 20, 1 × Löschfahrzeug LF 10, 1 × Löschgruppenfahrzeug LF 20 KatSchutz, 1 × Drehleiter DLA (K) 23/12 | Kuhstraße 47a, 45701 Herten       |